# Selección de rugby de Cataluña
La selección catalana de rugby es la selección regional de la comunidad autónoma de Cataluña (España).
La Federación Catalana de Rugby fue uno de los miembros fundadores de la Federación Internacional de Rugby Amateur (FIRA) en 1934. Esto ocasionó un conflicto en aquella época y finalmente fue expulsada. A partir de ese momento la federación catalana creó su propia competición, jugando con otras selecciones hasta 1940.
En la actualidad juega partidos amistosos, ya que la función de representar a la comunidad en los campeonatos oficiales recae en la selección española. La federación catalana ha intentado sin éxito recuperar el carácter de selección oficial, siendo apoyada por la Generalidad de Cataluña y la Plataforma Pro Seleccions Esportives Catalanes, asociación que ha sido condenada judicialmente por "realizar anuncios discriminatorios y por fomentar conductas contrarias a la convivencia".

## Partidos oficiales

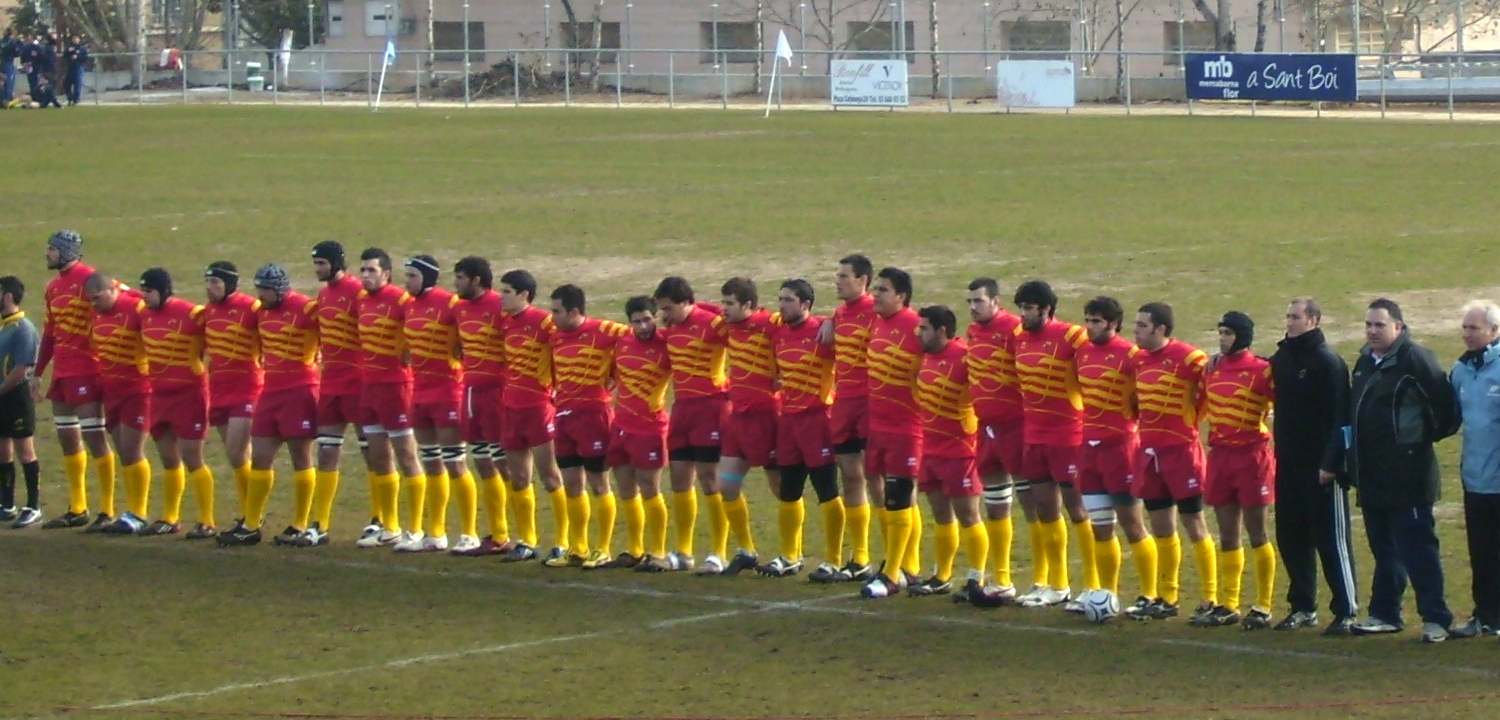
Selección de Cataluña

| Fecha                    | Local      | Resultado | Visitante                | Venue                                         |
| ------------------------ | ---------- | --------- | ------------------------ | --------------------------------------------- |
| 14 de abril de 1934      | Cataluña   | 5–5       | Italia                   | Camp de Les Corts                             |
| 27 de mayo de 1934       | Cataluña   | 15–22     | Francia                  | Camp de Les Corts                             |
| 24 de marzo de 1935      | Italia     | 5–3       | Cataluña                 | Stadio Luigi Ferraris                         |
| 6 de julio de 1936       | Cataluña   | 17–24     | Francia                  | Barcelona                                     |
| Enero de 1940            | Cataluña   | ?         | Rumania                  | Camp de Les Corts                             |
| 27 de noviembre de 1955  | Cataluña   | 20–5      | Inglaterra               | Camp de la Foixarda                           |
| 29 de noviembre de 1955  | Cataluña   | 0–11      | Inglaterra               | Camp de la Foixarda                           |
| 25 de septiembre de 1960 | Cataluña   | 26–3      | IRE Ireland Universities | Camp de la Foixarda                           |
| 21 de mayo de 1972       | Cataluña   | 31–17     | Francia                  | Hospitalet de Llobregat                       |
| 1980                     | Cataluña   | 16–3      | Inglaterra               |                                               |
| 11 de junio de 1982      | Cataluña   | 17–22     | IRE                      | Camp de la Foixarda                           |
| 13 de junio de 1982      | Cataluña   | 24–17     | Escocia                  | Camp de la Foixarda                           |
| 13 de enero de 1990      | Cataluña   | 8–34      | Italia                   | Argelès-sur-Mer                               |
| 22 de abril de 1990      | Cataluña   | 16–15     | Túnez                    | Andorra la Vieja                              |
| 11 de mayo de 1990       | País Vasco | 56–15     | Cataluña                 | San Mamés                                     |
| 25 de marzo de 1995      | Cataluña   | 66–6      | Andorra                  | Estadi Baldiri Aleu San Baudilio de Llobregat |
| 6 de abril de 1995       | Cataluña   | 40–12     | República Checa          | Barcelona                                     |
| 3 de mayo de 1997        | Cataluña   | 61–17     | España                   | Estadi Baldiri Aleu                           |
| 28 de mayo de 1997       | Cataluña   | 18–58     | Francia                  | Estadio Olímpico                              |
| 24 de marzo de 1998      | Cataluña   | 15–67     | Rusia                    | Hospitalet de Llobregat                       |
| 13 de junio de 1998      | Cataluña   | 19–40     | Italia                   | Estadio La Feixa Llarga                       |
| 18 de junio de 2006      | Cataluña   | 17–21     | País Vasco               | Cornellá                                      |
| 14 de febrero de 2010    | Cataluña   | 17–21     | Suecia                   | Estadi Baldiri Aleu                           |
| 25 de septiembre de 2010 | Cataluña   | 12–29     | Francia                  | Camp de la Foixarda                           |
| 21 de septiembre de 2013 | Cataluña   | 64–10     | Andorra                  | Camp de la Foixarda                           |
| 25 de junio de 2016      | Cataluña   | 25–22     | Portugal                 | Camp de la Foixarda                           |
| 5 de marzo de 2023       | Cataluña   | 54–14     | Suecia                   | Camp de la Foixarda                           |